# Боливийско-китайские отношения
Боливийско-китайские отношения — двусторонние дипломатические отношения между Боливией и Китаем были официально установлены 9 июля 1985 года. Китай является членом БРИКС, в то время как Боливия является страной-партнëром. 

## История
С момента установления дипломатических отношений сотрудничество расширилось от экономических и культурных связей до военной, транспортной, инфраструктурной, сырьевой, образовательной и других областей. 9 июля 2010 года страны отметили в Пекине 25-летие со дня установления дипломатических отношений. В августе 2010 года Китай и Боливия договорились развивать военные связи и сотрудничество.

## Торговля
Изначально между странами был небольшой объём товарооборота примерно в 4 миллиона долларов США. В 2002 году уровень товарооборота уже составил 27,76 миллиона долларов США. Экспорт Китая в Боливию: оборудование, машинное оборудование, товары легкой промышленности, текстиль и предметы первой необходимости. Экспорт Боливии в Китай: пиломатериалы и минеральная руда. Китай поддержал создание Боливийского космического агентства и запуск первого спутника в 2014 году на общую сумму 300 миллионов долларов США. Китай предоставлял Боливии займы, например 67 миллионов долларов на модернизацию инфраструктуры в департаменте Оруро.

## Системы наблюдения
В 2019 году Китай разработал план капитального улучшения боливийской системы безопасности стоимостью более 105 миллионов долларов США. Этот план включает в себя: новые камеры наблюдения, беспилотные летательные аппараты, автоматизированные системы обработки данных и увеличенный персонал для управления каждой из этих новых технологий, которые в совокупности получили название «BOL 110». Правительство Боливии заявило, что «BOL 110» внедряет искусственный интеллект для борьбы с преступностью. Однако, некоторые граждане выразили озабоченность по поводу характера и повсеместного распространения этих технологий и того, как их можно использовать для создания полицейского государства в Боливии. Недавнее использование сомнительной тактики наблюдения и манипуляции со стороны правительства Боливии может подтвердить эти опасения, при этом некоторые учёные заходят так далеко, что предупреждают, что подобные системы могут поощрять авторитарные методы.